# إيفان رايلي
إيفان رايلي (بالإنجليزية: Ivan Riley)‏ هو منافس ألعاب قوى أمريكي، ولد في 31 ديسمبر 1900 في نيوتن في الولايات المتحدة، وتوفي في 28 أكتوبر 1943 في كانساس سيتي في الولايات المتحدة.

## وصلات خارجية
- إيفان رايلي على موقع أوليمبيديا (الإنجليزية)